# PABPN1L
PABPN1L (англ. Poly(A) binding protein nuclear 1 like, cytoplasmic) – білок, який кодується однойменним геном, розташованим у людей на 16-й хромосомі. Довжина поліпептидного ланцюга білка становить 278 амінокислот, а молекулярна маса — 30 386.
| 10         |  | 20         |  | 30         |  | 40         |  | 50         |
| ---------- |  | ---------- |  | ---------- |  | ---------- |  | ---------- |
| MWPFPSRSLF |  | PPPTQAWLQT |  | VSSDPEAQGW |  | GAWNETKEIL |  | GPEGGEGKEE |
| KEEEEDAEED |  | QDGDAGFLLS |  | LLEQENLAEC |  | PLPDQELEAI |  | KMKVCAMEQA |
| EGTPRPPGVQ |  | QQAEEEEGTA |  | AGQLLSPETV |  | GCPLSGTPEE |  | KVEADHRSVY |
| VGNVDYGGSA |  | EELEAHFSRC |  | GEVHRVTILC |  | DKFSGHPKGY |  | AYIEFATKGS |
| VQAAVELDQS |  | LFRGRVIKVL |  | PKRTNFPGIS |  | STDRGGLRGH |  | PGSRGAPFPH |
| SGLQGRPRLR |  | PQGQNRARGK |  | FSPWFSPY   |  |            |  |            |

A: Аланін

C: Цистеїн

D: Аспарагінова кислота

E: Глутамінова кислота

F: Фенілаланін

G: Гліцин

H: Гістидин

I: Ізолейцин

K: Лізин

L: Лейцин

M: Метіонін

N: Аспарагін

P: Пролін

Q: Глутамін

R: Аргінін

S: Серин

T: Треонін

V: Валін

W: Триптофан

Задіяний у такому біологічному процесі, як альтернативний сплайсинг. 
Білок має сайт для зв'язування з РНК. 
Локалізований у цитоплазмі.